# دلهي (نيويورك)
دلهي (بالإنجليزية: Delhi, New York)‏ هي بلدة أمريكية تقع في الولايات المتحدة في مقاطعة ديلاوير. يقدر عدد سكانها بـ 5,117 نسمة .

## أعلام
- إلبيردغ تي جيري سينيور
- كانداس ويلر
- مايكل هير